# La prensa cardiovascular
La prensa cardiovascular es una historieta de 1996 del dibujante de cómics español Francisco Ibáñez perteneciente a su serie Mortadelo y Filemón. 

## Trayectoria editorial
Firmada en 1995, se publicó en 1996 luego en el número 118 de la Colección Olé.

## Sinopsis
Diversas personas famosas están siendo objetivo de un fotógrafo de la prensa del corazón, que se dedica a obtener fotografías de dichas personas en situaciones embarazosas (el Súper es fotografiado mientras se encuentra en el baño), en momentos en los que la situación es muy diferente a lo que sugiere la fotografía y el artículo adjunto (Mortadelo saca a una muchacha de un coche que se ha estrellado y la historia publicada sugiere que la está raptando) o mediante la manipulación del medio para que los personajes actúen de determinada manera (el ejemplo más cómico es cuando el fotógrafo pone un tablón de madera con dos agujeros, presumiblemente para que el Súper pueda ver quién se está acercando a su despacho, pero en verdad es una fotografía de boda, con lo cual parece que Mortadelo y Filemón se están casando). La misión de Mortadelo y Filemón será proteger a aquellos que están siendo fotografiados para impedir que les saquen más fotografías y descubrir y detener al fotógrafo, cuya identidad será una gran sorpresa.

## Comentarios
La historieta aparece en 1995, fecha en la que el éxito del programa ¡Qué me dices! dio un nuevo auge al periodismo del corazón en España. Hay una alusión cómico a la supuesta homosexualidad de Mortadelo y Filemón, cosa que los personajes desmienten por el procedimiento de perseguir con un cañón a Ibáñez ante la insinuación.